# Copa de vino

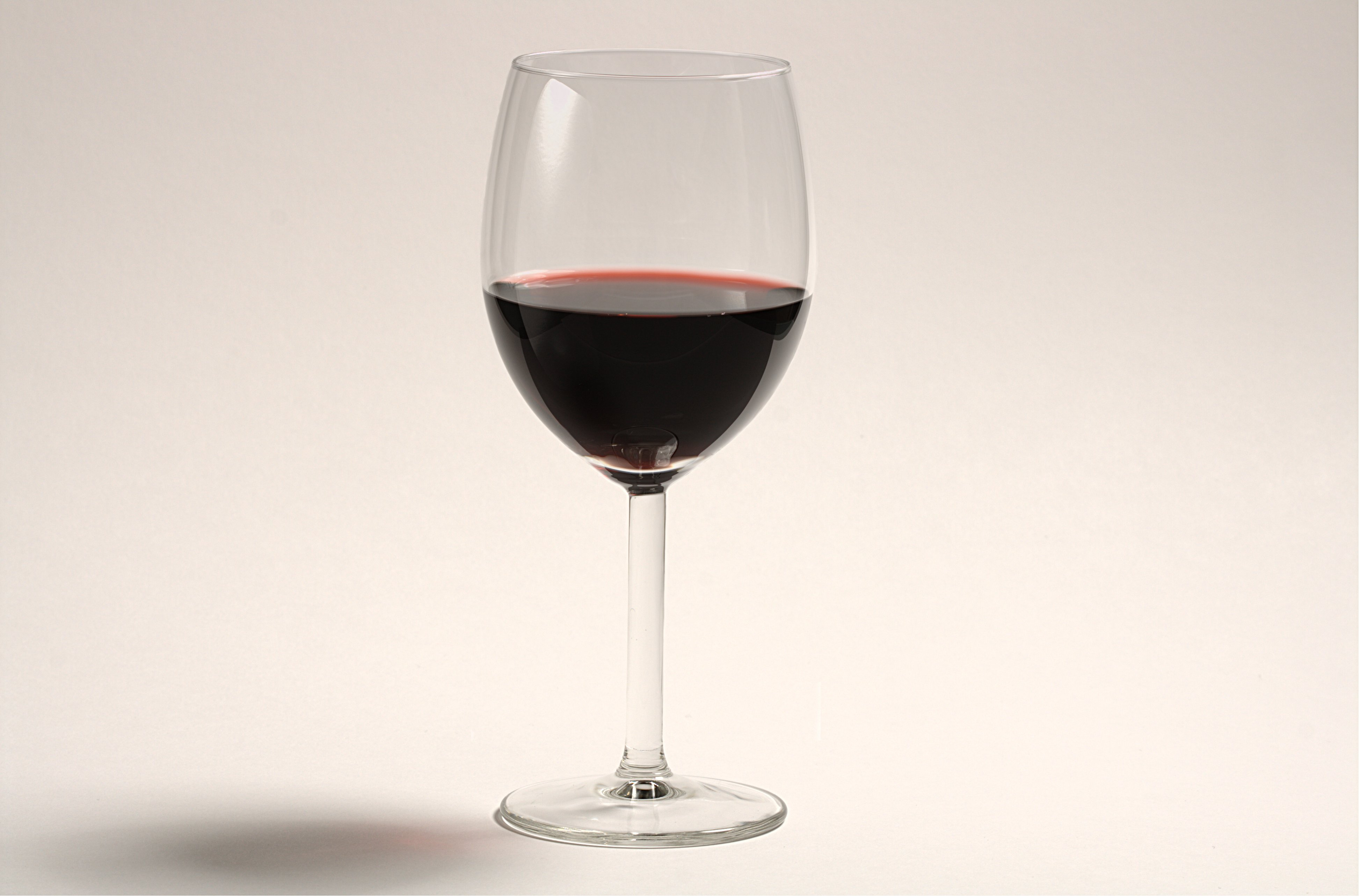
Copa de vino, estándar ISO

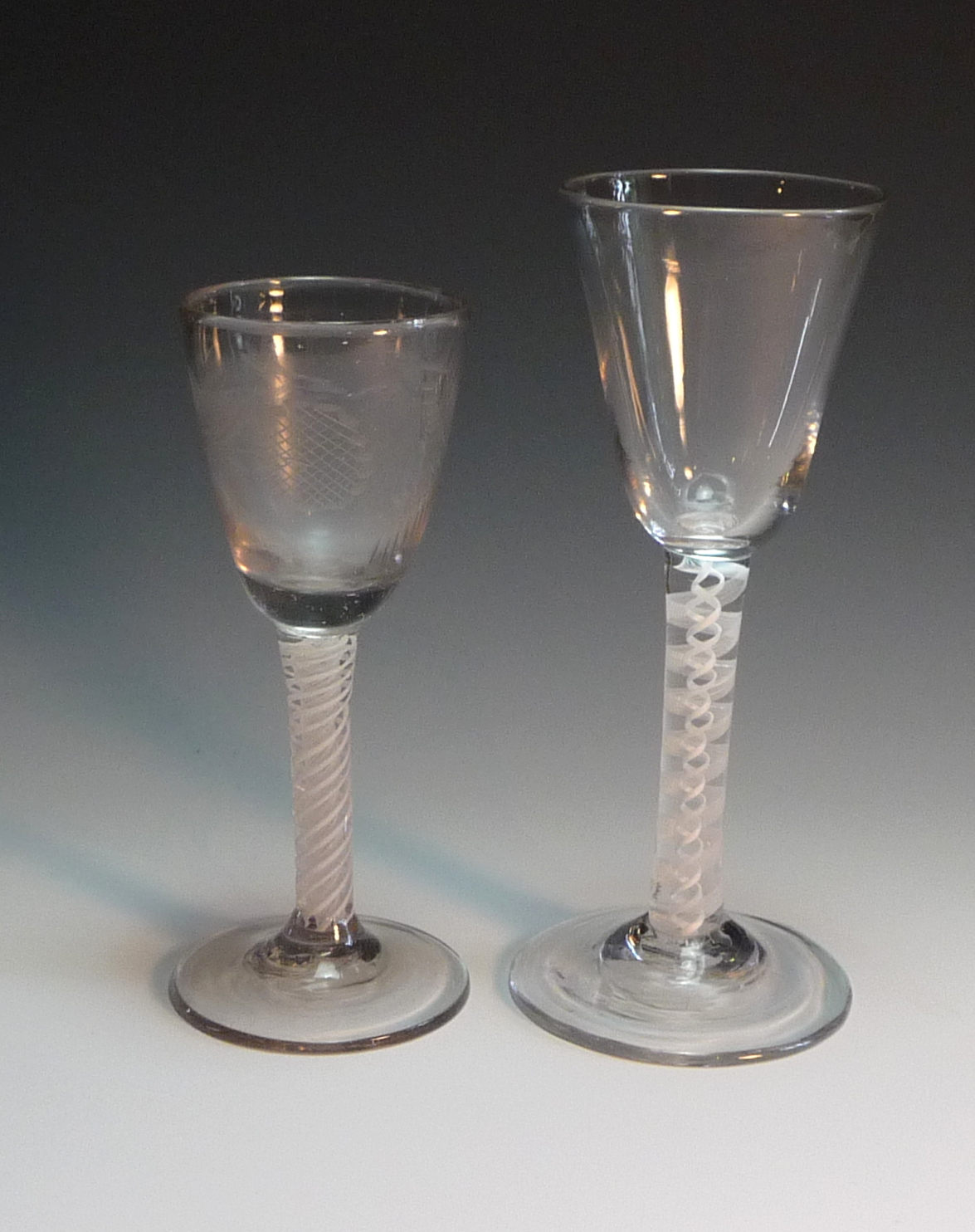
Par de copas decoradas del

La copa de vino es un tipo de copa que se usa para beber y catar el vino. Las copas se componen de: un pie o base, un tallo o fuste y un cáliz. También existen vasos de vino, aunque por lo general se prefiere el uso de copas, ya que se le atribuyen propiedades que el vaso no tiene. Algunos autores recomiendan que uno sostenga el vaso por el fuste, para evitar calentar el vino y manchar el tazón.

## Formas
El efecto en el sabor del vino de la forma del recipiente no ha sido demostrado por ningún estudio científico y sigue siendo un tema de debate. Un estudio sugiere que la forma de la copa es importante, ya que concentra el sabor y aroma del vino (bouquet) para enfatizar las características de cada vino. La importancia de la forma de copa de vino también podría basarse en ideas falsas sobre la disposición de diferentes papilas gustativas en la lengua, como en un mapa de la lengua, teoría que en la actualidad está completamente desacreditada.
En algunos diseños, la apertura o boca de la copa es más estrecha que la parte más ancha del cáliz, esto permite concentrar el aroma. También existen vasos para vino, en multitud de tamaños y formas, y generalmente se usan de manera más informal, ya que no proporcionan los beneficios de usar copa.
En el siglo XVIII, era común que los fabricantes de vidrio decorasen con relieves florales o geométricos el tallo.
Algunos tipos comunes de copas de vino se describen a continuación.

### Copa de vino tinto
Las copas para vino tinto se caracterizan por un cáliz más redondo y ancho, que aumenta la tasa de oxidación. Como el oxígeno del aire interactúa químicamente con el vino, el sabor y el aroma se alteran sutilmente. Este proceso de oxidación generalmente se considera más compatible con los vinos tintos, cuyos sabores complejos se suavizan después de ser expuestos al aire. Las copas de vino tinto pueden tener estilos particulares propios, como:
- Copa bordelesa o de Burdeos: es alta y con un cáliz mediano, y está diseñado para vinos tintos con cuerpo como Cabernet Sauvignon y Syrah, ya que dirige el vino a la parte posterior de la boca.
- Copa borgoñesa o de Borgoña: más ancha que la copa de Burdeos, tiene un cáliz más ancho para acumular aromas de vinos tintos más delicados como el Pinot noir. Este estilo de copa dirige el vino a la punta de la lengua.[6]

### Copa de vino blanco
Las copas de vino blanco varían enormemente en tamaño y forma, desde la copa de flauta hasta las copas anchas y poco profundas que se usan para beber Chardonnay. Se utilizan copas de diferentes formas para acentuar las características únicas de los diferentes estilos de vino. Las copas de boca ancha funcionan de manera similar a las copas de vino tinto anteriores, promoviendo una oxidación rápida que altera el sabor del vino. Los vinos blancos que se sirven mejor ligeramente oxidados son generalmente vinos de sabor completo, como el chardonnay de roble. Para los estilos de vino blanco más ligeros y frescos, la oxidación es menos deseable ya que enmascara los delicados matices del vino. Para preservar un sabor limpio, muchas copas de vino blanco tienen una boca más estrecha, lo que reduce el área de superficie y, a su vez, la tasa de oxidación. En el caso del vino espumoso, como champán, cava o asti, se usa una boca aún más pequeña para alargar la efervescencia.

### Flauta de vino espumoso
Las copas de flauta o flautas se caracterizan por un tallo largo y un cáliz alto y estrecho. La forma está diseñada para mantener el gas del vino espumoso. Esto se logra reduciendo el área de superficie en la abertura del cáliz. Al igual que con las copas de vino, la flauta está diseñada para ser sostenida por el tallo, para evitar que el calor de la mano caliente el líquido. Además, el diseño de flauta se suma al atractivo estético del champán, lo que permite que las burbujas realicen un viaje más largo debido al diseño estrecho, lo que brinda un atractivo visual más agradable.

### Copa de Jerez

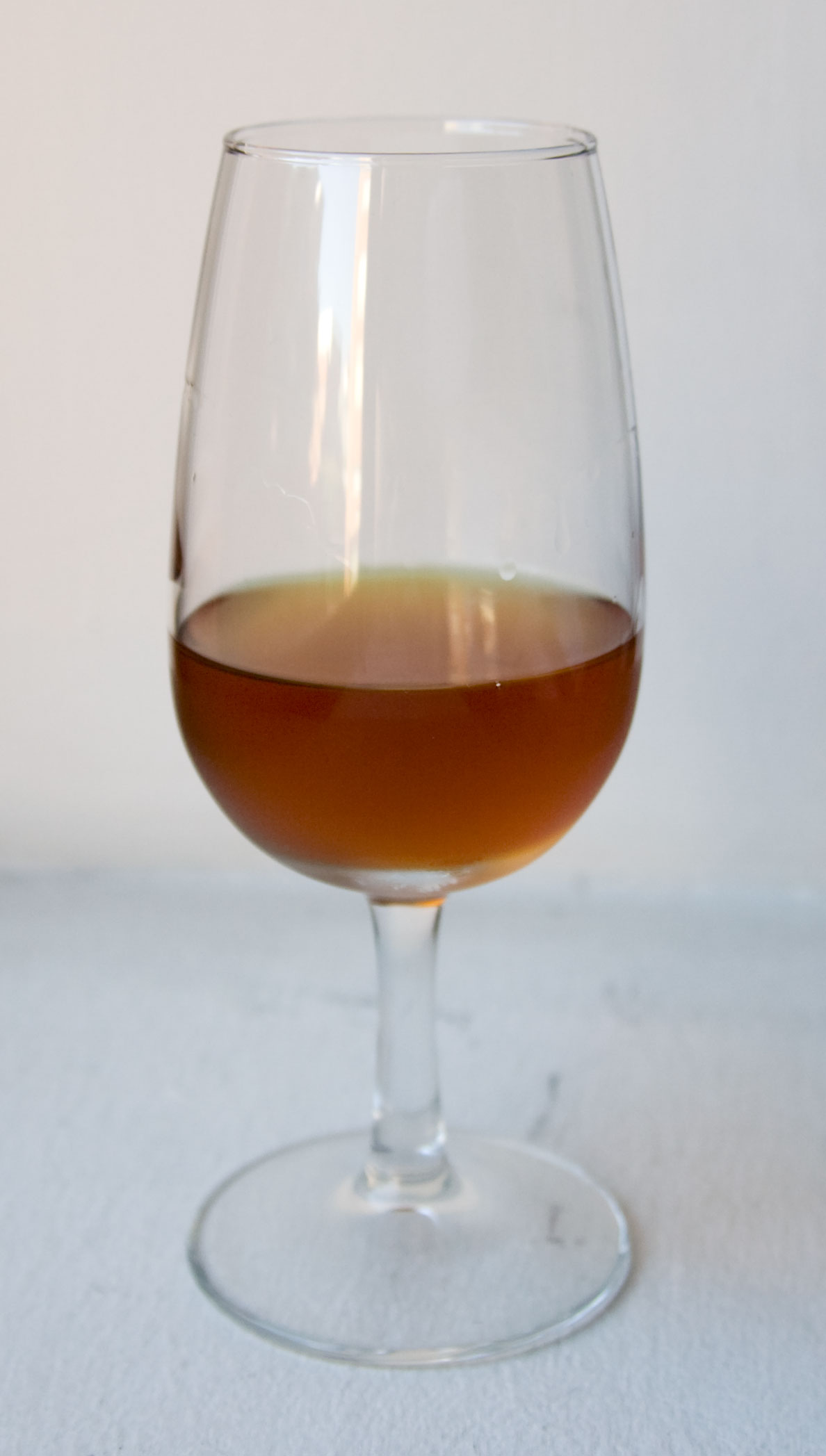
Una copita o copa jerezana

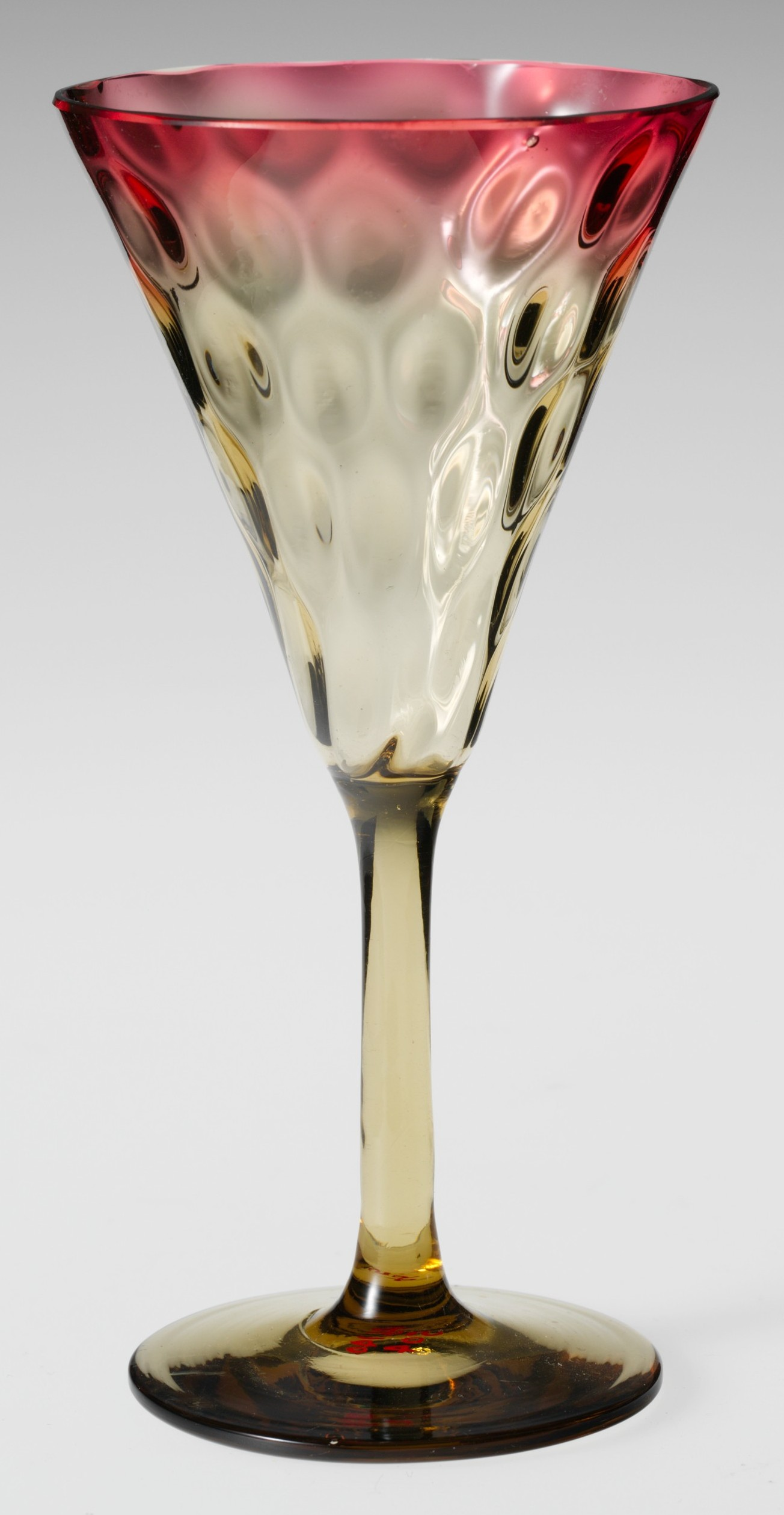
Otro estilo de copa jerezana

La copa Jerez o jerezana, se usa generalmente para servir bebidas alcohólicas aromáticas, como el Jerez, el Porto, los aperitivos, digestivos y licores, así como chupitos por capas. La copita, con su cono estrecho que mejora el aroma, es un tipo de copa de jerez.

### Boccalino

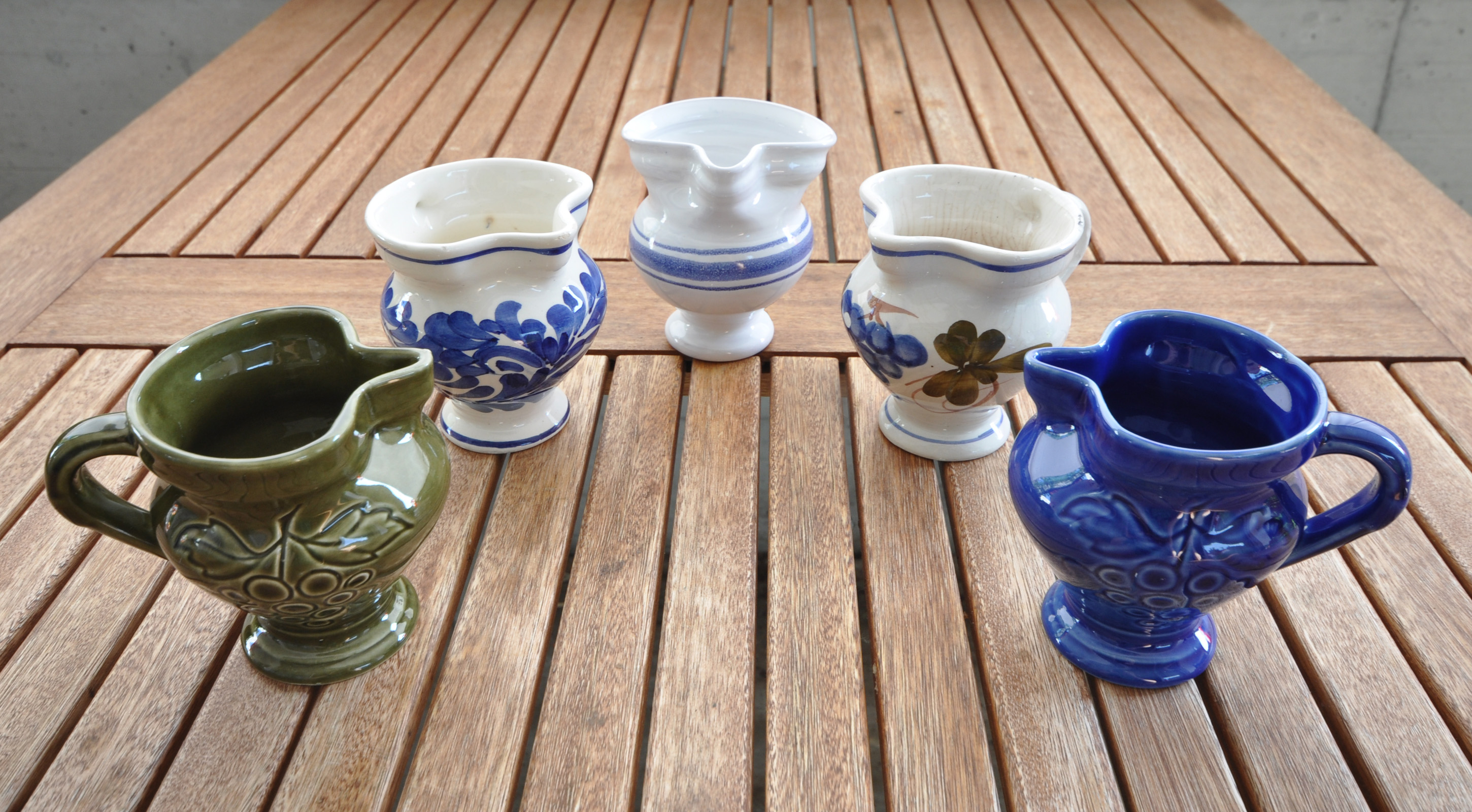
Cinco boccalini.

El boccalino es una taza utilizada en Tesino, Suiza, para beber vino local (Merlot o similar). Tiene un volumen de aproximadamente 20 cl.

## Materiales
Otrora las copas de vino de alta calidad se fabricaban con vidrio de plomo, que tiene un índice de refracción más alto y es más pesado que el vidrio común, pero las preocupaciones de salud con respecto a la ingestión de plomo resultaron en su reemplazo por vidrio sin plomo. Las copas de vino, con la excepción de la copa Hock, generalmente no están coloreadas ni esmeriladas, ya que esto disminuiría la apreciación del color del vino. Solía haber un estándar ISO (ISO/PAS IWA 8:2009) que desestimaba el uso de plomo y estandarizaba la claridad del vidrio, pero se retiró.
Algunos productores de copas de vino de alta gama como Schott Zwiesel han sido pioneros en métodos de infusión de titanio en el vidrio para aumentar su durabilidad y reducir la probabilidad de que se rompa el vidrio.

## Copa ISO para cata
La Organización Internacional de Normalización tiene una especificación (ISO 3591:1977) para la copa de cata de vinos. 

Copa de vino para la cata según la norma INAO.

La copa de referencia es la copa de vino para la cata según la norma del Institut National de l'Origine et de la Qualité (INAO), una herramienta definida por las especificaciones de la Asociación Francesa de Normalización (AFNOR), que fue adoptada por INAO como la copa oficial en 1970, recibió su norma AFNOR en junio de 1971 y su norma ISO 3591 en 1972. El INAO no ha presentado un archivo en el Instituto Nacional de Propiedad Industrial, por lo tanto, se copió en masa y gradualmente reemplazó a otras copas de degustación en el mundo.
El vidrio debe ser cristal de plomo (9% de plomo). Sus dimensiones le dan un volumen total entre 210 ml y 225 ml, se definen de la siguiente manera:
- Diámetro de la apertura o boca: 46 mm.
- Altura del cáliz: 100 mm.
- Altura del fuste o tallo: 55 mm.
- Diámetro de la parte más ancha del cáliz: 65 mm
- Diámetro del fuste o tallo: 9 mm
- Diámetro del pie o base: 65 mm

La abertura es más estrecha que la parte convexa para concentrar el aroma. La capacidad total es de aproximadamente 215 ml, aunque por lo general solo se llena hasta los 50 ml.  Existen multitud de copas con tamaños y formas similares, pero capacidades diferentes, por lo que técnicamente no son copas ISO.

## Medidas en locales autorizados
En el Reino Unido ha habido una tendencia constante de dejar de servir vino en el tamaño estándar de 125 ml, hacia el tamaño más grande de 250 ml, aunque, desde el 1 de octubre de 2010, los minoristas de alcohol están obligados por ley a ofrecer a los clientes la opción de una medida más pequeña. Un código de prácticas, introducido en abril de 2010 como una extensión de la Ley de Licencias de 2003, contiene cinco condiciones obligatorias para la venta de alcohol, incluida una obligación para el titular de la licencia de informar al cliente de que existen pequeñas medidas.

## Medida de capacidad
La copa de vino también es usada como recipiente para medir volúmenes de agua, especialmente en los países anglosajones. Como una unidad complementaria de medida de boticario, la copa de vino (en inglés, wineglassful, pl. wineglassesful, en latín farmacéutico, cyathus vinarius) se definió como 1⁄8 de una pinta, o 2 onzas líquidas estadounidenses, o 21⁄2 onzas líquidas imperiales. Una versión anterior (previo a 1800) tenía 11⁄2 onzas líquidas. Estas unidades tienen poca relación con la capacidad de la mayoría de las copas de vino contemporáneas, o con el antiguo cyathus romano.